# Cannabidiol
El cannabidiol o CBD és un dels 113 cannabinoides (un principi actiu de la planta del cànnabis), juntament amb el tetrahidrocannabinol (THC), i representa fins al 40% de l'extret de la planta. La investigació clínica sobre el CBD ha inclòs estudis relacionats amb el tractament de l'ansietat, l'addicció, la psicosi, els trastorns del moviment i el dolor, però no hi ha prou evidència d'alta qualitat que el cannabidiol sigui eficaç per a aquestes dolencies.
El cannabidiol es pot prendre de múltiples maneres, inclosa per inhalació (fumant o amb vaporitzador), i administració oral o bucal (amb un esprai). És pot subministrar com a oli de CBD que només conté CBD com a ingredient actiu (excepte THC o terpens), extret d'oli de cànnabis amb predomini de CBD, càpsules, cànnabis sec o com a solució líquida. El CBD no té la mateixa psicoactivitat que el THC, i pot modular els efectes psicoactius del THC sobre el cos si tots dos estan presents. El CBD escalfat a 250–300 °C es pot convertir parcialment en THC.

## Usos mèdics

### Recerca
A 2022, hi havia poques evidències que el cannabidiol tingués un efecte neurològic en humans.
Als Estats Units, la il·legalitat federal ha fet difícil històricament dur a terme investigacions sobre CBD.

### Epilèpsia
Als Estats Units, la FDA té indicada només una marca de cannabidiol amb recepta anomenada Epidiolex per al tractament de les convulsions associades a la síndrome de Dravet, la síndrome de Lennox-Gastaut o al complex d'esclerosi tuberosa en persones d'un any o més. Tot i que el tractament amb Epidiolex és generalment ben tolerat, s'associa amb efectes adversos menors, com ara malestar gastrointestinal, disminució de la gana, letargia, somnolència i mala qualitat del son.
A la Unió Europea, el cannabidiol (Epidyolex) està indicat per a l'ús com a teràpia complementària de les convulsions associades a la síndrome de Lennox-Gastaut o la síndrome de Dravet, juntament amb clobazam, per a persones de dos anys o més. El 2020, l'etiqueta d'Epidiolex als EUA es va ampliar per incloure convulsions associades al complex d'esclerosi tuberosa. Epidiolex/Epidyolex és la primera formulació amb recepta de cannabidiol d'origen vegetal aprovada pels organismes reguladors dels EUA i Europa.

### Altres usos
La investigació sobre altres usos del cannabidiol inclou diversos trastorns neurològics, però les troballes no s'han confirmat per establir aquests usos en la pràctica clínica.
Es fan moltes afirmacions pel benefici terapèutic del cannabidiol que no estan recolzades per proves sòlides. Algunes afirmacions, com ara el tractament del càncer, són pseudociència.
Aclamat per alleujar el dolor crònic, alguns investigadors conclouen que l'evidència és insuficient per determinar l'eficàcia del CBD en l'alleujament del dolor, principalment a causa de l'accés difícil al CBD pur.
Està en investigació preliminar per al seu possibles efectes anti-ansietat i antipsicòtic. A mesura que es desenvolupa el panorama legal i la comprensió sobre les diferències en els cannabinoides mèdics, els experts estan treballant per distingir el "cànnabis medicinal" (amb diferents graus d'efectes psicotròpics i dèficits en la funció executiva) de les "teràpies medicinals amb CBD", que habitualment es presentarien com un perfil d'efectes secundaris reduït o no psicoactiu.
S'ha trobat que diverses varietats de "cannabis medicinal" tenen una variació significativa en les proporcions de CBD-THC i se sap que contenen altres cannabinoides no psicotròpics. Qualsevol cànnabis psicoactiu, independentment del seu contingut de CBD, es deriva de la flor (o brot) del gènere Cannabis.

## Cannabidiol en cosmètica
El cannabidiol (CBD) és un ingredient cosmètic autoritzat per la Unió Europea i així consta en les llistes CosIng. Té propietats antiinflamatòries, antioxidants i regeneratives. Heus aquí alguns exemples de com es pot utilitzar el CBD en la cosmètica, recolzats per estudis científics publicats:
- Acne: El CBD s'ha demostrat que té propietats antiinflamatòries i antimicrobianes, la qual cosa ho converteix en un ingredient prometedor per al tractament de l'acne. Un estudi de 2014 va trobar que el CBD redueix la producció de greix i té efectes antiinflamatoris en les cèl·lules de la pell.[31]
- Psoriasi: El CBD també pot ser útil per a elaborar productes específics per a la psoriasi, una malaltia de la pell caracteritzada per inflamació i descamació. Un estudi de 2019 va trobar que el CBD redueix la inflamació i la proliferació de cèl·lules en la pell, la qual cosa pot ser beneficiós per als pacients amb psoriasis.[32]
- Envelliment de la pell: El CBD també s'ha estudiat per la seva capacitat per a prevenir l'envelliment de la pell i millorar l'aparença de les arrugues. Un estudi de 2019 va trobar que el CBD redueix la producció de línies fines i arrugues en la pell, i també la pèrdua d'elasticitat.[32]
- Dermatitis atòpica: El CBD també s'ha utilitzat per a tractar la dermatitis atòpica, una malaltia de la pell que causa pruïja i enrogiment. Un estudi de 2018 va trobar que el CBD redueix la inflamació i la pruïja en pacients amb dermatitis atòpica.[33]

## Formes d'ús del cannabidiol
Actualment, a Espanya no està autoritzat el seu ús com a complement alimentari o per a ús oral. Tot i que és un compost prometedor, amb molts estudis científics que l'avalen, encara cal més investigació al respecte.
Hi ha diverses maneres de prendre el cannabidiol (CBD) per a ús mèdic, depenent de la condició que s'estigui tractant i la preferència del pacient. Algunes de les formes més comunes inclouen:
- Oli de CBD: L'oli de CBD es pren per via oral i s'absorbeix en el tracte gastrointestinal. Es pot prendre directament o barrejat amb aliments o begudes. Els olis de CBD estan disponibles en diferents concentracions, la qual cosa permet als pacients ajustar-ne la dosi segons sigui necessari.
- Càpsules de CBD: Les càpsules de CBD s'empassen senceres amb aigua i s'absorbeixen en el tracte gastrointestinal. Igual que els olis de CBD, les càpsules estan disponibles en diferents concentracions.
- Crema de CBD: La crema de CBD s'aplica tòpicament en la pell i s'absorbeix a través dels porus. Pot ser útil per a tractar afeccions locals, com dolor, per a condicions com el dolor muscular i articular.
- Vaporatge de CBD: El vaporatge de CBD implica escalfar el CBD en un dispositiu especialitzat i respirar-lo en forma de vapor. És una forma ràpida i efectiva d'administrar el CBD, però pot no ser adequada per a totes les persones.

Cal destacar que el dosatge i la forma d'administració del CBD han de ser supervisades per un professional de la salut.

## Toxicitat del cannabidiol
El cannabidiol no sembla tenir cap efecte intoxicant com els causats pel ∆9-THC al cànnabis.
L'octubre de 2019, la FDA va emetre una advertència sobre els efectes del CBD durant l'embaràs o la lactància materna, indicant que la seguretat, les dosis, les interaccions amb altres fàrmacs o aliments, i els efectes secundaris del CBD no estan definits clínicament i poden suposar un risc per a la mare i el nadó.

## Legalitat del cannabidiol
Està declarat com un component no addictiu i amb un bon perfil de seguretat i beneficis terapèutics segons l'Organització Mundial de la Salut (OMS) en el comunicat de novembre de 2017.
El setembre de 2019, l'Agència Mundial Antidopatge (WADA) va reconèixer els beneficis del CBD per a esportistes i atletes de tot el món i l'exclou de la llista de substàncies prohibides.
En l'actualitat el CBD ha estat protagonista principal i aliat d'atletes de renom en l'àmbit internacional, com el llegendari lluitador de la UFC Nate Díaz, el campió Michael Phelps o l'ultramaratonià Avery Collins.
Al món del fitness i el culturisme el CBD o cannabidiol ha entrat de ple en l'àmbit dels cosmètics. Són grans atletes com Jeff Seid els que en fan ús, i encara que als Estats Units o a Canadà la cultura del CBD als esports està molt més avançada, a Espanya també estan sorgint empreses que aposten al cent per cent per integrar aquest producte i els seus beneficis al mercat europeu dedicat a l'esport.